# Иван Филипов (свещеник)
Вижте пояснителната страница за други личности с името Иван Филипов.
Иван Филипов е български духовник и революционер, деец на Вътрешната македоно-одринска революционна организация.

## Биография
Иван Филипов е роден през 1867 година в Ореховец, тогава в Османската империя. Присъединява се към ВМОРО и по желание на ръководителите на организацията се замонашва. До 1913 година остава свещеник в родното си село, след което е прогонен и се установява в България. Първо е свещеник в Црънча, а след това в Сейтово и Семчиново. Умира там на 27 март 1930 година.